# Salto do Lontra
Salto do Lontra är en kommun i Brasilien.   Den ligger i delstaten Paraná, i den södra delen av landet, 1 200 km sydväst om huvudstaden Brasília. Antalet invånare är 13 672.
Omgivningarna runt Salto do Lontra är en mosaik av jordbruksmark och naturlig växtlighet. Runt Salto do Lontra är det ganska glesbefolkat, med 26 invånare per kvadratkilometer.